# Euophrys patagonica
Euophrys patagonica là một loài nhện trong họ Salticidae.
Loài này thuộc chi Euophrys. Euophrys patagonica được Eugène Simon miêu tả năm 1905.